# Biuro Oddziału Świadków Jehowy w Polsce
Biuro Oddziału w Polsce – biuro nadzorujące działalność Świadków Jehowy w Polsce. Znajduje się w Nadarzynie pod Warszawą. Mieszka i pracuje w nim około 200 osób zatrudnionych jako wolontariusze. Pierwsze Biuro Oddziału w Polsce zostało utworzone w 1921 roku w Warszawie.

## Historia

### Okres II Rzeczypospolitej
Badacze Pisma Świętego działali w Polsce na podstawie reskryptu nr 2167/5 wydanego 20 maja 1913 roku przez generała-gubernatora Warszawy na Wincentego Kina (zm. 10 maja 1922). Umożliwiał on organizowanie zebrań i prowadzenie działalności na szerszą skalę (17 października 1905 roku udało się dokonać pierwszej rejestracji grupy polskich Badaczy Pisma Świętego działającej w Warszawie). Gdy po I wojnie światowej do polskich Badaczy Pisma Świętego dotarła wiadomość o podziałach, jakie nastąpiły w ruchu badackim po śmierci Charlesa T. Russella, grupa Wincentego Kina wprowadziła własne nauki i przejęła prawo do działalności.
W 1919 roku Towarzystwo Strażnica postanowiło otworzyć w Warszawie swoją placówkę, mającą nadzorować działalność Badaczy Pisma Świętego w Polsce. W tym celu korporacja polskich Badaczy Pisma Świętego, działająca w Stanach Zjednoczonych Strażnica – Towarzystwo Biblijne i Broszur, skierowała do Polski W.S. Kołomyjskiego i Czesława Kasprzykowskiego. Mimo trudności, jakie wynikły na arenie politycznej Polski (trwała wojna z Rosją), w 1920 roku Kasprzykowski doprowadził do zarejestrowania „Stowarzyszenia Badaczy Pisma Świętego – Grupa II”. Znaleźli się w niej Badacze związani z Towarzystwem Strażnica. 30 kwietnia 1921 roku Ministerstwo Wyznań Religijnych i Oświecenia Publicznego zaświadczyło, że „Stowarzyszenie Badaczy Pisma Świętego”, jest jawnym Stowarzyszeniem Religijnym.
Pierwsze Biuro Oddziału, wraz ze składem literatury, utworzono w 1921 roku. Zostało ono urządzone w lokalu zakupionym przez Czesława Kasprzykowskiego w Warszawie przy ulicy Chmielnej 67/4, natomiast przy ulicy Hożej 35 znajdowała się sala zebrań warszawskiego zboru.
Pierwszym oficjalnym przedstawicielem Towarzystwa Strażnica w latach 1921–1924 został Czesław Kasprzykowski. W 1925 roku w zborach nastąpił podział – Czesław Kasprzykowski stał się jawnym przeciwnikiem Towarzystwa Strażnica. Związał się z ruchem LHMM, który w Polsce działa pod nazwą Świecki Ruch Misyjny „Epifania”. Na skutek umowy zawartej przez Czesława Kasprzykowskiego i Wacława Wnorowskiego przed rejentem biuro przy ulicy Chmielnej 67/4 pozostało własnością Towarzystwa Strażnica, natomiast sala zebrań przy ul. Hożej 35 stała się własnością kierowanego przez Kasprzykowskiego odłamu. Ponieważ Kasprzykowski przejął też zarejestrowane na siebie „Stowarzyszenie Badaczy Pisma Świętego – Grupa II”, grupa Badaczy Pisma Świętego związana z Towarzystwem Strażnica utraciła rejestrację.
Po Czesławie Kasprzykowskim przedstawicielem Towarzystwa Strażnica został wydelegowany na okres około roku do Polski Wacław Wnorowski. Po jego powrocie do Stanów Zjednoczonych przedstawicielem Towarzystwa Strażnica został Szwed, a rok później Wacław Narodowicz. Ponieważ Narodowicz był dobrym mówcą, ale nie odpowiadała mu praca biurowa, powrócił do wygłaszania wykładów w zborach Badaczy Pisma Świętego. W roku 1926 krajowe biuro Towarzystwa Strażnica w Warszawie oraz salę zebrań warszawskiego zboru utworzono przy ul. Nowy Zjazd 1.
W roku 1927 przez blisko rok przedstawicielem Towarzystwa Strażnica został Edward Rüdiger, pierwszy tłumacz „Złotego Wieku” (obecnie „Przebudźcie się!”) mianowany przez Paula Balzereita. Rok później, gdy na skutek trudności paszportowych dla obywateli Niemiec opiekę nad działalnością w Polsce przejęło na krótko środkowoeuropejskie biuro Towarzystwa Strażnica w Bernie w Szwajcarii, odwiedził Polskę jego przedstawiciel – Martin Harbeck. W 1928 roku szukający kogoś mogącego sprawować nadzór nad działalnością w kraju wyznaczył Wilhelma Scheidera. Wilhelmowi Scheiderowi swoje pełnomocnictwa do reprezentowania pierwszej grupy Badaczy Pisma Świętego zarejestrowanej przed I wojną światową na podstawie reskryptu nr 2167/5 przekazał Tomasz Całka, który był w 1913 roku upoważniony przez władze carskie, dzięki czemu Badacze Pisma Świętego związani z Towarzystwem Strażnica odzyskali legalizację.
W 1930 roku w biurze pracowało siedmiu pracowników. Ponieważ Badacze Pisma Świętego związani z Towarzystwem Strażnica byli zmuszeni zrezygnować z budynku przy ul. Nowy Zjazd 1, konieczne stało się przeniesienie biura. W celu pozyskania stałego miejsca do prowadzenia prac biurowych postanowiono nabyć na własność budynek w Łodzi, gdzie działała silna i dobrze zorganizowana grupa Badaczy związanych z Towarzystwem Strażnica.
W latach 1930–1932 biuro mieściło się w budynku sali zebrań łódzkiego zboru przy ul. Piotrkowskiej 108. W kwietniu 1931 roku zarząd krajowy stanowili: Wilhelm Scheider – przewodniczący, Leon Makowski – wiceprzewodniczący, Augustyn Raczek – sekretarz, Bolesław Grabicki – skarbnik i Herman Raböse – zastępca skarbnika. Na koniec 1932 roku zakupiono budynek przy ulicy Rzgowskiej 24, który stał się stałą siedzibą do 1938 roku. W 1938 roku obłożono zakazem działalność tego wyznania w Polsce. 28 marca 1938 roku władze opieczętowały magazyny biura w Łodzi – rozpoczął się okres działalności konspiracyjnej.
W okresie międzywojennym nadzór nad działalnością polskiego biura sprawowały kolejno: na początku lat dwudziestych polska filia Towarzystwa Strażnica w Stanach Zjednoczonych, do roku 1927 Biuro Oddziału w Niemczech oraz od roku 1928 środkowoeuropejskie biuro Towarzystwa Strażnica w Szwajcarii.

### Okres Polski Ludowej

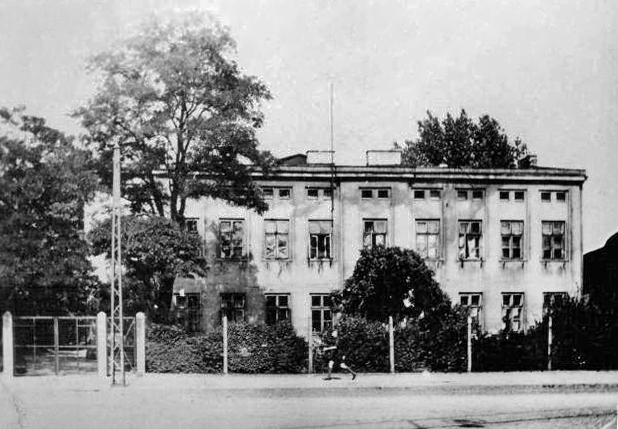
Biuro Oddziału w Łodzi przy ul. Rzgowskiej 24 (zdjęcie z roku 1948)

Wiosną 1945 roku Wilhelm Scheider przejął w użytkowanie budynek krajowego biura w Łodzi przy ul. Rzgowskiej 24, dzięki czemu wznowiono w nim działalność, jaką prowadzono przed wojną. W maju 1945 roku odbyło się pierwsze powojenne spotkanie zarządu krajowego, który stanowili: Wilhelm Scheider – przewodniczący, Alfred Licznerski – wiceprzewodniczący, Bolesław Pastwiński – II wiceprzewodniczący, Harald Abt – sekretarz, Jan Gontkiewicz – zastępca sekretarza.
W lutym 1946 roku do biura w Łodzi po raz pierwszy wkroczyli funkcjonariusze UB. Dokonano rewizji oraz aresztowania pracowników biura. Jedna z osób pozostawionych w biurze przekazała informację o aresztowaniach do Biura Oddziału w Bernie. Interwencja w ambasadzie polskiej w Bernie skłoniła władze dbające o swój wizerunek na arenie międzynarodowej do wycofania się z tych działań oraz zwolnienia aresztowanych. W 1949 roku w biurze pracowało 45 osób.
21 kwietnia 1950 roku w trakcie przeprowadzanej przez UB rewizji szukano dowodów mających potwierdzić zarzut działalności szpiegowskiej na rzecz Stanów Zjednoczonych oraz próby zmiany ustroju w Polsce. Następnego dnia aresztowano członków zarządu krajowego, który stanowili: Edward Kwiatosz – przewodniczący, Wilhelm Scheider – wiceprzewodniczący, Harald Abt – sekretarz, Władysław Jędzura – skarbnik. 21 czerwca ponownie dokonano aresztowań. 2 lipca 1950 Antoni Bida, dyrektor Urzędu do Spraw Wyznań zdelegalizował działalność Świadków Jehowy w Polsce, zaczęto więc prowadzić działalność konspiracyjną. Równocześnie skonfiskowano mienie organizacji, jednak zajęty majątek przedstawiał nikłą wartość. Za przynależność do władz związku wyznaniowego groziły kary długoletniego więzienia.
Od 16 do 22 marca 1951 roku w Warszawie przy drzwiach zamkniętych przeprowadzono rozprawę sądową, podczas której na ławie oskarżonych znalazło się siedem osób, w tym czterech członków zarządu: Wilhelm Scheider, Edward Kwiatosz, Harold Abt i Władysław Jędzura. Wilhelm Scheider otrzymał wyrok dożywotniego więzienia, pozostali członkowie zarządu po 15 lat więzienia, natomiast Władysławowi Sukiennikowi, Janowi Liczke i Naftalemu Glasbergowi zasądzono mniejsze kary. 10 marca 1955 roku w Łodzi rozpoczął się proces przeciw Janowi Lorkowi, Władysławowi Sklarzewiczowi, Tadeuszowi Chodarze, Mieczysławowi Cyrańskiemu i Stanisławowi Nabiałczykowi. Lorek, Sklarzewicz i Chodara należący do komitetu krajowego zostali skazani na 12 lat więzienia, Cyrański na 8 lat, a Nabiałczyk na 6 lat więzienia.
Do lat 60. XX wieku polskie Biuro Oddziału pomagało w kierowaniu działalnością teokratyczną prowadzoną na Ukrainie.
Jednym z nadzorców działalności w czasach zakazu był Zygfryd Adach. Pod koniec lat 80. XX wieku, gdy sprzeciw ze strony władz osłabł, urządzono nieoficjalne biuro w Markach pod Warszawą przy ulicy Prostej 17. Działało ono do listopada 1992 roku, gdy oddano do użytku Biuro w Nadarzynie.

### Okres III Rzeczypospolitej

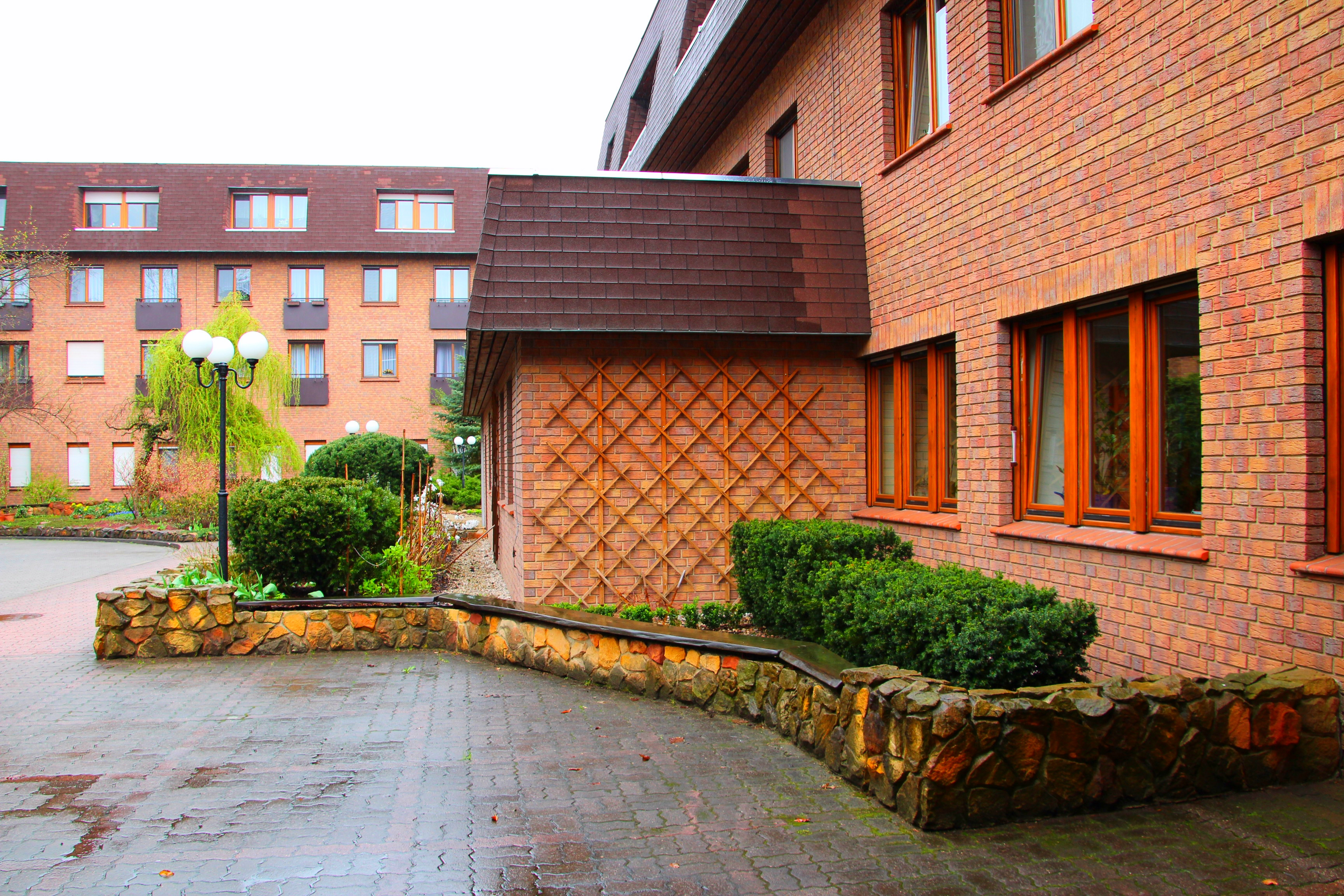
Budynki Biura Oddziału w Nadarzynie

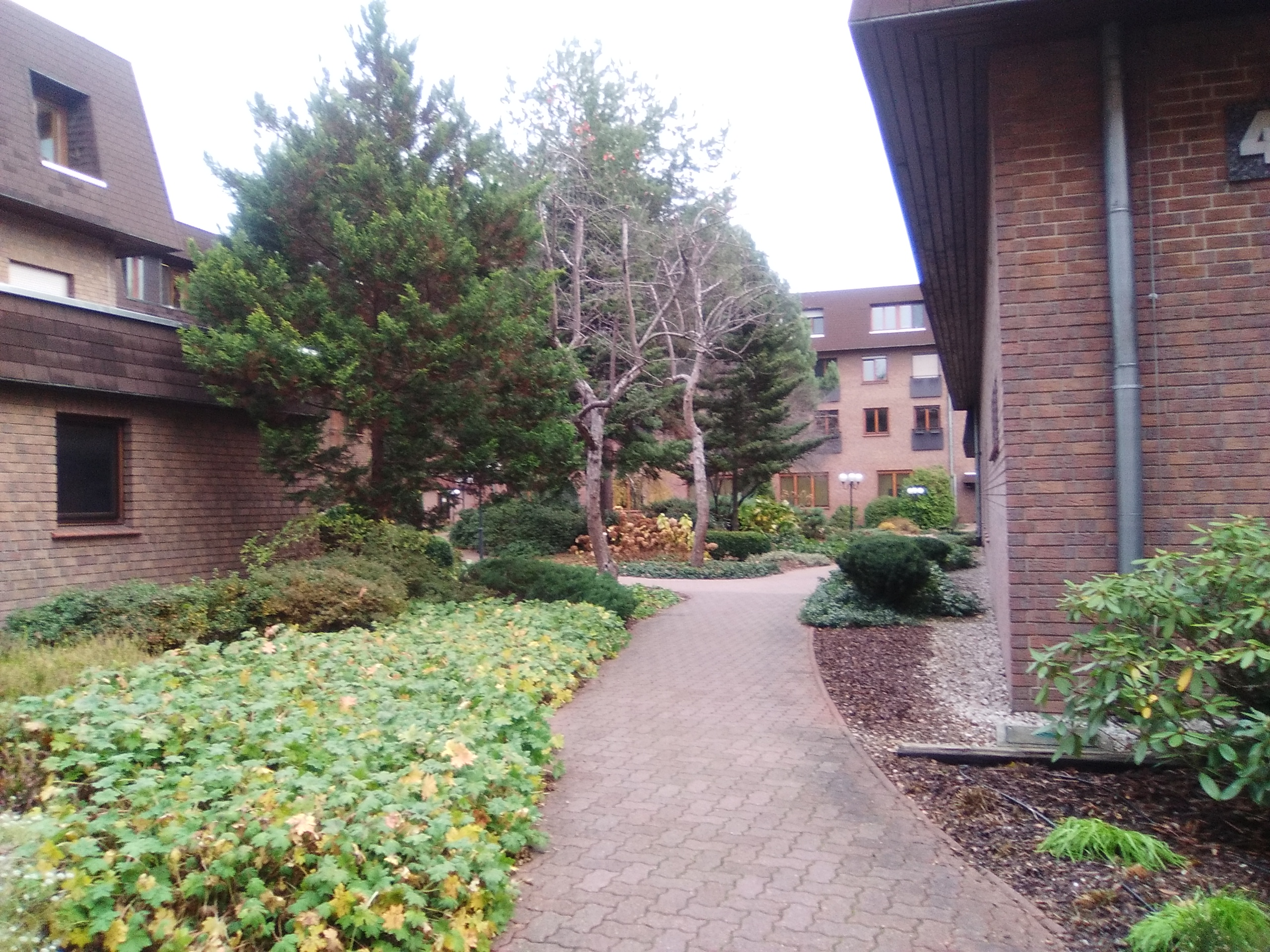
Ścieżka pomiędzy obiektami Biura Oddziału w Nadarzynie

12 maja 1989 roku Świadkowie Jehowy w Polsce zostali oficjalnie zarejestrowani, a w skład zarządu weszli: Harald Abt, Zygfryd Adach, Stanisław Kardyga, Edward Kwiatosz, Franciszek Mielczarek, Antoni Tomaszewski i Adam Wojtyniak. Zaczęto wówczas rozglądać się za odpowiednią działką budowlaną, na której mogłoby powstać nowe Biuro Oddziału. 23 października 1989 roku zakupiono działkę wraz z upadającym, niewykończonym motelem „Mazowsze” w Nadarzynie pod Warszawą. Projekt kompleksu obiektów został opracowany przez Europejskie Regionalne Biuro Konstrukcyjne Towarzystwa Strażnica. Prace budowlane nadzorowały Regionalne Komitety Budowlane Świadków Jehowy. W niektóre weekendy w budowie uczestniczyło 600 ochotników. Budowa kompleksu budynków mieszkalnych i biurowych została ukończona po 20 miesiącach. Był to pierwszy w Europie Środkowo-Wschodniej kompleks budynków Biura Oddziału. Powierzchnia użytkowa całego kompleksu sięga 17 tysięcy m². Położony jest na 3,5 hektarowej działce przy drodze krajowej nr 8. Przez teren przepływa Zimna Woda.
28 listopada 1992 roku uroczyście oddano do użytku Biuro Oddziału w Nadarzynie. Na uroczystości otwarcia był obecny członek Ciała Kierowniczego Teodor Jaracz oraz delegacje z 16 krajów. Dzień później na warszawskim Torwarze odbyło się zgromadzenie, na którym przedstawiono specjalny program. Obecnych było ponad 10 000 delegatów ze wszystkich zborów w Polsce. W Biurze Oddziału w Nadarzynie mieszka i pracuje ponad 150 wolontariuszy.
W Biurze tłumaczy się literaturę biblijną na język polski oraz na polski język migowy. Nagrywa się również publikacje audio i wideo w tych językach oraz nadzoruje tłumaczenie na języki: kaszubski, śląski (w gwarze cieszyńskiej) i romski (w dialekcie używanym przez polskich Romów – Polska Roma).
W kompleksie Biura Oddziału w Nadarzynie znajduje się różne działy, m.in. takie jak: Dział Służby, Dział Tłumaczeń, Dział Prawny, Biuro Informacji Publicznej, „Lokalny Dział Projektowo-Budowlany”, Dział Informacji o Szpitalach, Dział Pomocy Doraźnej, Dział Wysyłki, Dział Zaopatrzenia, Dział Księgowości, Dział Komputerowy, Dział Konserwacji, Dział Wyżywienia, Dział Opieki Zdrowotnej, Lokalny Dział Transmisji oraz studio nagrań, biblioteka (oddzielna, dodatkowa biblioteka dla działu tłumaczeń), kuchnia, jadalnia mogąca pomieścić 300 osób, Sala Królestwa na 350 miejsc – w której odbywa się rodzinne studium Strażnicy, zebrania zborowe miejscowego zboru Nadarzyn oraz inne szkolenia, muzeum (z dwoma wystawami), skład literatury, pralnia, warsztaty, ponad 120 pokoi, parking, oczyszczalnia ścieków, tereny zielone, ogród.
Ze stałymi wolontariuszami w Biurze Oddziału w Nadarzynie (Betelczykami; rodziną Betel) współpracują ochotnicy na oddaleniu – wolontariusze, na ogół pionierzy, którzy regularnie wykonują zlecone prace z miejsca swojego zamieszkania przy pomocy komputerów. Wykonują oni pracę, którą kiedyś zajmowali się stali betelczycy. Natomiast niepełnoczasowi współpracownicy dojeżdzający, są wolontariuszami w Biurze Oddziału, co najmniej pół dnia w tygodniu.
W latach 90. XX wieku w Biurze Oddziału odbywały się zajęcia Kursu Usługiwania, obecnie w Nadarzynie odbywają się zajęcia m.in. Kursu dla Nadzorców Obwodu i Ich Żon.

### Możliwość zwiedzania
Biuro Oddziału Świadków Jehowy jest otwarte dla zwiedzających od poniedziałku do piątku w godzinach od 8:00 do 10:00 i od 13:00 do 15:00. Wstęp wolny. Dwuipółgodzinne zwiedzanie z przewodnikiem obejmuje także wystawy: „Historia Świadków Jehowy w Polsce” oraz „Słowo Boga trwa wiecznie” dotycząca polskojęzycznych przekładów Biblii z imieniem Bożym.